# Günter Rixe
Günter Rixe (* 15. Juni 1939 in Bielefeld-Brake; † 9. November 2024 in Werther (Westf.)) war ein deutscher SPD-Politiker und Abgeordneter des Deutschen Bundestages.

## Biografie
Günter Rixe machte seine Lehre und Meisterprüfung als Installateur. Seit 1967 war er selbständiger Handwerksmeister für Gas- und Wasserinstallationen und Heizungsbau. Er wurde Mitglied der IG Metall, der Arbeiterwohlfahrt und des Verbandes der Kriegsdienstverweigerer.
1960 trat Rixe in die SPD ein. Er war Mitglied der Sozialistischen Jugend Deutschlands – Die Falken. Von 1973 bis 1987 war er Mitglied im Rat der Stadt Bielefeld und Vorsitzender des Jugendwohlfahrtsausschusses.
Viele Jahre war Rixe Vorsitzender des Vereins für Berufliche Ausbildung und Qualifizierung Jugendlicher und junger Erwachsener e. V. (BAJ), Bielefeld, sowie Vorsitzender der Gemeinnützigen GmbH Bildungsstätte Ottersleben in Magdeburg.
Rixe gehörte von 1987 bis 1998 dem Deutschen Bundestag als direkt gewählter Abgeordneter des Wahlkreises 102 (Bielefeld) an.
Günter Rixe wurde im Jahr 2002 vorgeworfen, er habe sich im Zusammenhang mit Bauprojekten des gemeinnützigen Vereines BAJ persönlich bereichert. Er wurde 2003 wegen Annahme von Schmiergeldern vom Bielefelder Landgericht zu drei Jahren Haft verurteilt. Der Bundesgerichtshof hob dieses Urteil teilweise auf; 2005 wurde Rixe erneut verurteilt, diesmal zu zweieinhalb Jahren Haft. Diese Haftstrafe trat Rixe im Juni 2006 an. Gegen Zahlung einer Geldbuße wurde Rixe im Dezember 2007 vorzeitig aus der Haft entlassen.